# ۱۰۳۴ (قمری)
۱۰۳۴ (قمری)، هزار و سی و چهارمین سال در گاهشماری هجری قمری است. اول محرم این سال برابر با چهاردهم اکتبر سال ۱۶۲۴ میلادی است.

## وابسته
- سعدیان